# Dixella paulistana
Dixella paulistana är en tvåvingeart som först beskrevs av Lane, Forattini och Rabello 1955.  Dixella paulistana ingår i släktet Dixella och familjen u-myggor. Inga underarter finns listade i Catalogue of Life.